# جنبش سیاسی

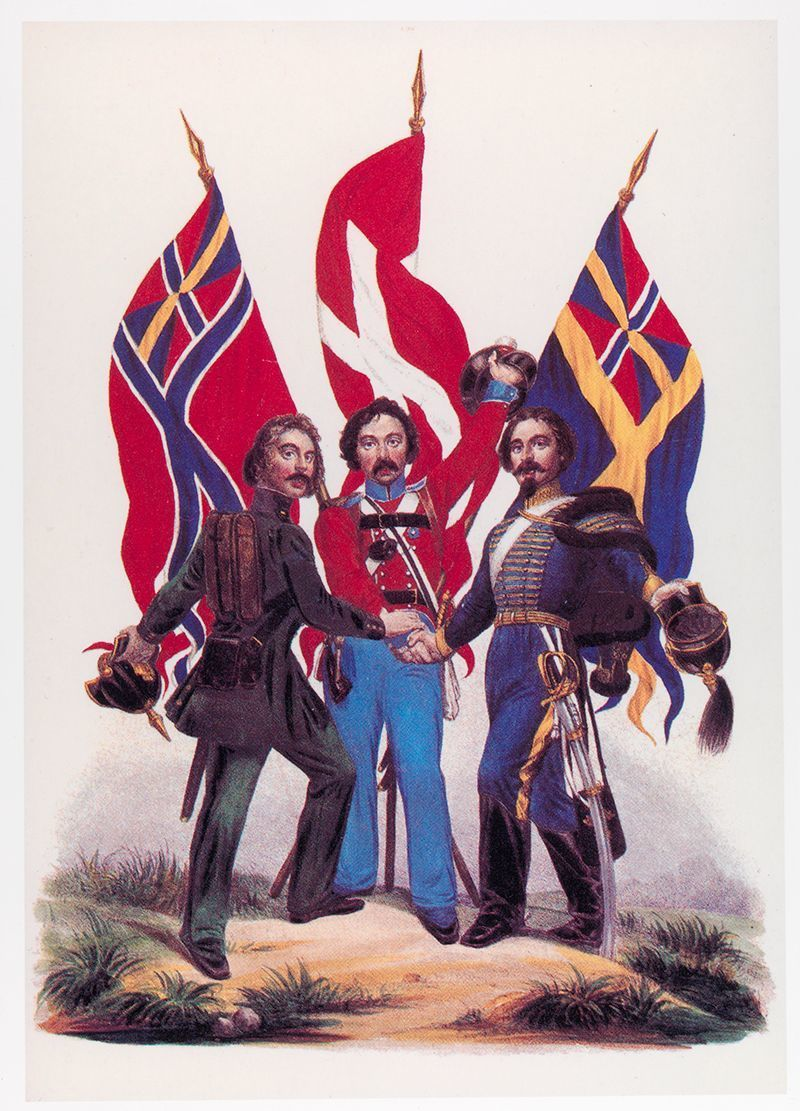
جنبش سیاسی قرن نوزدهم اسکاندیناوی‌ها منجر به استفاده مدرن از نام اسکاندیناوی شد.

در علوم اجتماعی، جنبش سیاسی به یک گروه اجتماعی گفته می‌شود که در راستای رسیدن به یک هدف سیاسی در حوزه محلی، مذهبی، ملی یا بین‌المللی عمل می‌کنند.